# 佔領放送局
《佔領放送局》是日本電視台於2025年7月12日起播出的週六連續劇，是2024年電視劇《佔領新機場》的續作，由櫻井翔主演。
臺灣由中華電信MOD、Hami Video、friDay影音、KKTV於2025年7月13日起跟播。

## 登場人物

### 主要人物
- 武藏三郎〈42〉：櫻井翔[1]

警視廳刑事部BCCT的搜查員。曾隸屬於神奈川縣警搜查一課強行犯係，在解決機場佔領事件的一年後，與和泉、志摩一同被調派至警視廳新設立的挾持犯罪對策班「BCCT」（Barricaded Crime Countermeasures Team）。
- 和泉櫻（和泉さくら）〈42〉：膳任[3]

三郎警察學校的同期。與三郎等人調派至警視廳，並擔任BCCT的管理官。
- 大和耕一〈30〉：菊池風磨[4]

武裝集團「百鬼夜行」首領、青鬼。

### 武藏家
- 武藏裕子〈39〉：比嘉愛未[3]

三郎的妻子。心臟外科醫師。
- 武藏繪實理（武蔵えみり）〈11〉：吉田帆乃華

三郎與裕子的女兒。

### 警視廳
- 志摩蓮司〈36〉：Gunpee（春とヒコーキ）[3]

BCCT情報分析官。與三郎等人調派至警視廳。
- 本杏〈31〉：瀧内公美[3]

BCCT搜查員。從橫濱署調派至警視廳。
- 屋代圭吾〈58〉：高橋克典[5]

警視廳警備部長。本庄的叔父。
- 伊吹裕志〈25〉：加藤清史郎[5]

BCCT搜查員。裕子的弟弟。因崇拜姐夫而成為警察，在得知三郎從縣警調派至BCCT後，自願申請調動。
- 天草樹〈27〉：曾田陵介[5]

警視廳警備部警備第一課搜查員。屋代的手下。柔道黑帶段位者。
- 三宅鈴（三宅すず）〈28〉：吉田芽吹[5]

SSBC情報分析官。崇拜志摩。

### 新聞節目『NEWS FACT』
- 奄美大智〈44〉：戶次重幸[6]

製作人。三郎的高中學長。
- 灘見寬治〈59〉：福澤朗[6]

人氣主播。
- 忽那翡翠〈21〉：齊藤渚[6]

新人助理導演。工讀生。
- 日出哲磨〈43〉：龜田佳明[6]

節目導演。
- 真鍋野野花（真鍋野々花）〈18〉：宮部望美[6]

藝人兼網紅。

### 武裝集團「妖」
- 般若 / 伊吹裕志：加藤清史郎[8]

首領。真實身份為被武裝集團綁架的刑警、裕子的弟弟伊吹裕志。
- 化貓 / 高津美波〈33〉：入山杏奈[8]

現場負責人。曾是詐欺集團「幻獸」的成員，一年前被逮捕並剛於4個月前出獄。
- 河童 / 高津波留斗〈23〉：柏木悠（超特急）[8]

氣氛帶動者。美波的弟弟。「Orange游泳俱樂部」的教練。
- 天狗：芝大輔（日语：芝大輔）[9]

武力擔當。1年前幫助耕一逃脫。
- 餓者髑髏：瞳水Himari（日语：瞳水ひまり）[9]

駭客。1年前幫助耕一逃脫。
- 唐傘小僧 / 小笠原舷太〈45〉：駿河太郎（日语：駿河太郎）[10]

副控室負責人。真實身份為映像制作公司「Refrain」的社長，也是都知事大芝三四郎的秘書小笠原寧寧的丈夫。小笠原寧寧因想告發大芝三四郎與建設公司串通投標而被殺害。
- 阿瑪比埃 / 津久見沙雪〈45〉：友坂理惠[11]

攝影棚攝影師負責人。真實身份為來自熊本縣的藥劑師，也是被三河龍太郎虐待、逼得跳樓自殺的足球學校學生津久見玲央的母親。
- 座敷童：真鍋野野花（真鍋野々花）〈18〉：宮部望美

- 輪入道：大芝三四郎〈60〉：真山章志

### 其他人物
- 沖野聖羅〈50〉：片岡禮子[6]

大學醫院護理長。都知事候選人。
- 三河龍太郎〈43〉：北代高士[6]

前足球選手，現在是名門足球學校「東京 Confidence Soccer School」代表兼教練。都知事候選人。
- 大芝三四郎〈60〉：真山章志[6]

現任東京都知事。
- 式根潤平〈36〉：山口大地[6]

擔任電視台70週年台慶紀念電視劇『Dr.TRUTH』主演的國民人氣演員，也是內閣官房長官之子。

## 製作團隊
- 編劇：福田哲平
- 導演：大谷太郎、茂山佳則、西村了
- 配樂：蓋瑞蘆屋
- 主題曲：Snow Man 《W》（MENT RECORDING）[12]
- 總製作人：道坂忠久
- 製作人：尾上貴洋
- 製作協力：AX-ON
- 製作著作：日本電視台

## 播出日程
- 第1話加長10分鐘（21:00 - 22:04）。

| 集數                                                       | 播出日期 | 副標題 | 日文標題 | 中文標題 (friDay影音)                     | 導演     | 收視率 |
| ---------------------------------------------------------- | -------- | ------ | -------- | ----------------------------------------- | -------- | ------ |
| 第1話                                                      | 7月12日  |        |          | 快訊：日本電視台傳出爆炸聲                | 大谷太郎 | 6.5%   |
| 第2話                                                      | 7月19日  |        |          | 快訊：調查官遭槍擊 武裝集團真面目或將揭曉 | 大谷太郎 | 4.7%   |
| 第3話                                                      | 7月26日  |        |          | 快訊：致命熱水澡                          | 茂山佳則 | 5.0%   |
| 第4話                                                      | 8月02日  |        |          | 快訊：頭部重創危機                        | 西村了   | 5.0%   |
| 第5話                                                      | 8月09日  |        |          | 快訊：東京都知事觸電身亡                  | 大谷太郎 | 4.6%   |
| 第6話                                                      | 8月16日  |        |          | 快訊：疑有武裝集團成員潛伏警察內部        | 茂山佳則 | 4.7%   |
| （收視率由Video Research調查關東地區、家戶的即時統計資料） |          |        |          |                                           |          |        |

## 外部連結
- 官方网站－日本電視台（日語）
  - 佔領放送局的X（前Twitter）
  - 佔領放送局的Instagram帳戶
  - 佔領放送局的TikTok

| 日本 日本電視台 週六連續劇                    | 日本 日本電視台 週六連續劇     | 日本 日本電視台 週六連續劇 |
| --------------------------------------------- | ------------------------------ | -------------------------- |
|                                               | 佔領放送局 （2025年7月12日－） |                            |
| 為什麼是我來神說教 （2025年4月12日－6月14日） | —                              |                            |